# Kristóf Kollár
Kristóf Kollár (18 de octubre de 2001) es un deportista húngaro que compite en piragüismo en la modalidad de aguas tranquilas. Ganó dos medallas en el Campeonato Europeo de Piragüismo de 2025, plata en la prueba de C4 500 m mixto y bronce en C2 500 m.

## Palmarés internacional
| Campeonato Europeo | Campeonato Europeo       | Campeonato Europeo | Campeonato Europeo |
| Año                | Lugar                    | Medalla            | Competición        |
| ------------------ | ------------------------ | ------------------ | ------------------ |
| 2025               | Račice (República Checa) | Medalla de plata   | C4 500 m mixto     |
| 2025               | Račice (República Checa) | Medalla de bronce  | C2 500 m           |